# 北孝一
北 孝一（きた こういち、1948年11月3日 - ）は、日本の経営者。大和紡績社長を務めた。

## 来歴・人物
石川県出身。1972年に神戸大学経済学部を卒業し、同年4月に大和紡績に入社した。2003年6月に取締役に就任し、2010年6月から2010年6月までに社長を務めた。